# Ameba (film)
Ameba – dwuczęściowy polski film dokumentalny, popularnonaukowy, przyrodniczy przeznaczony dla dzieci, powstały w roku 1974, w reżyserii Lechosława Marszałka i muzyką Zenona Kowalowskiego. Scenariusz napisała Maria Terlikowska, autorem zdjęć do filmu jest Dorota Poraniewska.

## O filmie
Jest to film oświatowy (edukacyjny) zrealizowany z myślą o najmłodszych widzach. Realizatorzy tej produkcji wprowadzają dzieci w świat najprostszych (ale paradoksalnie skomplikowanych) form życia. 
Pierwsza część zatytułowana Tyle nóg, ile trzeba w żartobliwy sposób prezentuje amebę, liczącą swoje nibynóżki i gubiącą się w tych rachunkach. Ukazano też otaczające ją inne stworzenia zamieszkujące wodę.
Część druga nosząca tytuł Zabawa w zupełnie inne stworzenia w przystępny sposób pokazuje młodym widzom, czym są pierwotniaki. Ukazuje też podział ameby. Powstające w ten sposób stworzenia rozpoczynają zabawę. Jedna z nowo powstałych "bohaterek" filmu marzy o tym, żeby stać się człowiekiem.

## Nagrody
- 1975 – Złote Koziołki na Festiwalu Filmów dla Dzieci w Poznaniu
- 1975 – Nagroda Jury Dziecięcego na Międzynarodowym Festiwalu Filmowym w Moskwie